# Р-671
Р-671 «Хмель» («Гиацинт») — советский КВ-радиоприёмник, состоявший на вооружении ВМФ СССР, и одноимённая серия подобных радиоприёмников. Выпускался с 1950 года Ленинградским заводом имени Козицкого. Приёмником оснащались подлодки малого и среднего классов, суда малого класса, береговые радиоцентры и т.д.

## Характеристики

### Физические
- Масса без дополнительных устройств: 60 кг[1]
- Габариты: 317 х 360 х 485 мм[1]
- Источники питания:[1]
  - Постоянный ток — вибропреобразователь ОП-20
  - Переменный ток — выпрямитель ВС-0,1

### Технические
- Диапазон частот радиоприёма: от 1,5 до 25 МГц (пять поддиапазонов)[1]
- Чувствительность:[1]
  - ТЛФ — 5 мкВ
  - ТЛГ — 2 мкВ
- Выходная мощность по НЧ: 1,5 Вт[1]